# KOI-5123.01
KOI-5123.01 fue el exoplaneta encontrado más parecido a la Tierra. Su existencia fue descartada en el mes de diciembre de 2014, después de que el telescopio Kepler hubiese  registrado cinco tránsitos. Actualmente, el planeta ha sido catalogado como falso positivo.

## Descripción
KOI-5123.01 fue detectado en 2012 por el satélite espacial Kepler. La estrella anfitriona se ubica a una distancia de 1873,9 años luz. Su tamaño estimado era de los más similares a la Tierra de cuantos habían sido encontrados hasta ese momento, aunque ligeramente mayor, con un radio 1,09 veces superior al terrestre y una masa levemente superior, 1,16 veces la de la Tierra, por lo que su gravedad hubiese sido algo mayor, pero muy parecida. Se estimaba que el exoplaneta se encontraba en la zona de habitabilidad de su estrella, por lo que la probabilidad de la presencia de agua líquida en su superficie era muy alta. Su temperatura media estimada era de -8,15 °C sin efectos atmosféricos. Suponiendo una atmósfera como la de la Tierra, habría sido de unos 25 °C (17 °C más caliente). Su índice de similitud con la Tierra era de un 93-94 %. Recientemente, se halló un nuevo candidato con un IST del 98 %, KOI-4878.01, pendiente de confirmación tras haberse detectado tres tránsitos hasta la fecha. La estrella en la que fue detectado es similar al Sol (tipo G), y se le atribuía un período orbital de 288,9 días.

## Posibilidades de vida

El telescopio espacial Kepler permite la detección de planetas mediante tránsitos estelares, como en el caso de KOI-5123.01.

De haberse confirmardo su existencia, el potencial de habitabilidad de KOI-5123.01 habría sido muy elevado. Considerando la abundancia del hidrógeno y el oxígeno en la galaxia, las probabilidades de que hubiese tenido agua sobre su superficie habrían sido altas. Con la temperatura de equilibrio calculada para un planeta como KOI-5123.01, su atmósfera tendría que ser extremadamente ligera o densa para que esta no se encontrase en su mayor parte en estado líquido. A diferencia de exoplanetas que orbitan a una enana roja, la zona habitable de la estrella en la que se encontró se encuentra muy alejada de la misma, siendo muy improbable que un cuerpo celeste situado en esos límites estuviese anclado por marea, por lo que debería registrar ciclos día-noche como la Tierra. Esta hipótesis se refuerza mediante la comparación con la velocidad de rotación de los cuerpos planetarios del Sistema Solar, cuya única excepción (Venus) parece ser una anomalía fruto de la colisión con un protoplaneta en sus orígenes.
Considerando sus características conocidas, KOI-5123.01 probablemente se habría tratado de un exoplaneta de dimensiones similares a la Tierra, algo más cálido y con una atmósfera ligeramente más densa fruto de una fuerza de gravedad levemente superior. De cara a su potencial para la vida, las tres mayores incógnitas habrían sido su composición atmosférica, la presencia o no de un campo magnético significativo que protegiese al planeta del viento estelar y la cantidad de agua sobre su superficie. Los componentes de la atmósfera terrestre, así como del agua en sí misma, son comunes en el universo y es probable que hubiera contado con ellos (más aún si el planeta hubiese tenido una tectónica de placas que renovase los materiales sobre su superficie y que evitase un vulcanismo masivo como el venusiano, que provocase una concentración excesiva de CO2). Por otro lado, teniendo en cuenta que todos los grandes planetas del Sistema Solar poseen campos gravitatorios (con excepción en Venus, posiblemente por su lenta rotación), es probable que hubiera contado con uno. Algunas de éstas cuestiones podrían haber sido resueltas mediante el uso de nuevas herramientas, como el Proyecto Espacial Darwin, el Terrestrial Planet Finder, el E-ELT, el GMT, etc.

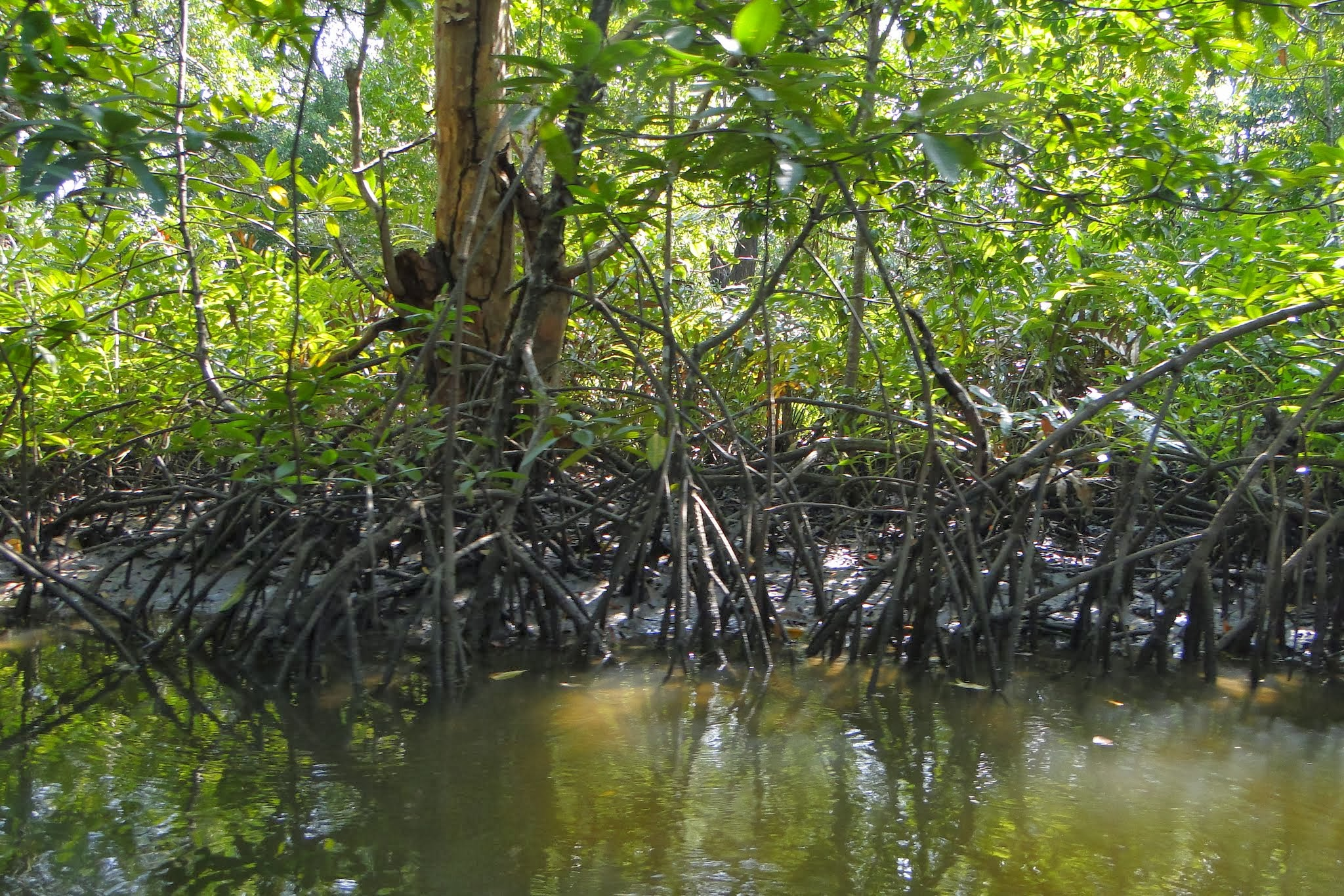
El clima de KOI-5123.01 podría haber sido más cálido y húmedo que el terrestre, como en las zonas tropicales de la Tierra. En la imagen, manglar en Camboya.

### Idoneidad para la vegetación
El exoplaneta KOI-5123.01 era uno de los candidatos a planetas con mejores condiciones para la habitabilidad primaria común. Este baremo, que mide la idoneidad de un exoplaneta para formas de vida vegetales, depende directamente de la temperatura superficial y de la humedad relativa (si se conoce). Frente al valor 1.00 asignado a KOI-5123.01, la Tierra registra 0.72 por su menor densidad atmosférica y mayor lejanía respecto a su estrella.

### Vida inteligente
Según la ecuación de Drake, podrían haber millones de civilizaciones tan sólo en la Vía Láctea. Esta cifra, ampliamente discutida, se ha visto reducida notoriamente con nuevas investigaciones que han insertado en la ecuación los parámetros observados en la galaxia con los medios actuales. El valor real es desconocido, y cualquier cambio registrado en nuevas observaciones, podría traducirse en cifras muy distintas a las actuales. Sí parece haber cierto consenso en que podrían existir otras civilizaciones en la galaxia, aunque su número sería muy inferior al estimado por Drake. Así pues, parece improbable que hubiesen existido formas de vida inteligentes sobre KOI-5123.01, aunque sí podrían haberse dado formas de vida simples e incluso, complejas.
Cualquier civilización que pudiese haber existido en KOI-5123.01, habría tardado 1873,9 años en poder enviar o recibir mensajes de la Tierra. Considerando que las primeras señales de radio que fueron emitidas desde la Tierra apenas han podido recorrer unos 200 años-luz, esta hipotética civilización aún habría tardado casi 1700 años en saber de nuestra existencia (y otros 1873,9 en poder enviar una respuesta).